# Ghinzu
Ghinzu ist eine belgische Pop-Rock-Band. Sie wurde 1999 in Brüssel gegründet.

## Geschichte
Ihr erstes Album Electronic Jacuzzi brachten Ghinzu unter ihrem eigenen Label „Dragoon“ heraus. Obwohl das Album nur in Belgien vertrieben wurde, verkaufte es sich dennoch gut. Das zweite Album Blow wurde 2004 in Belgien, Frankreich und über das Label V2 auch in Deutschland, der Schweiz und den skandinavischen Ländern veröffentlicht und bescherte der Band in Europa vollbesetzte Konzerthallen. 2005 wurde aufgrund der großen Nachfrage eine Neuauflage des ersten Albums mit leichten Änderungen angefertigt.
Der Song Cockpit Inferno wurde 2006 im Spielfilm Sky Fighters verwendet. Ebenfalls 2006 übernahm die Band die Komposition und Produktion des Soundtracks zum Spielfilm Irina Palm. Der Song The Dragster-Wave gehörte 2009 zum Soundtrack des Spielfilms 96 Hours. The Dragster-Wave wurde dabei für den Trailer und im Abspann des Films verwendet.
Der Song Blow untermalt dramatisch den brutalen Höhepunkt des belgischen Spielfilms Ex Drummer.

## Diskografie
- 2000: Electronic Jacuzzi (Dragoon)
- 2004: Blow (Dragoon)
- 2005: Electronic Jacuzzi réédition (Dragoon)
- 2009: Mirror Mirror (PIAS)